# عبد الغني هامل
عبد الغني هامل هو شخصية عسكرية جزائرية، من مواليد سنة 1955 بدائرة صبرة بولاية تلمسان غرب الجزائر، شغل منصب المدير العام للأمن الوطني الجزائري منذ عام 2010 خلفاً للعقيد علي تونسي إلى غاية 2018.
تابع اللواء عبد الغاني هامل تكويناً علمياً وعسكرياً في كل من الجزائر ومصر والإتحاد السوفياتي، تقلد بعدها عدة مناصب في جهاز الدرك الوطني آخرها منصب قائد حرس الحدود (الدرك الوطني)، كونه أحد رجال ثقة الرئيس عبد العزيز بوتفليقة جعله يتقلد منصب قائد الحرس الجمهوري ثم المدير العام للأمن الوطني.
بعد تنصيبه على رأس الأمن الوطني في 7 جويلية 2010 باشر هامل سلسلة من الإصلاحات الهيكلية في جهاز الشرطة كما أجرى العديد من التوقيفات في صفوف الضباط المتورطين في قضايا الفساد وعرضهم على العدالة، عمل أيضاً على تحسين الظروف الاجتماعية لمنتسبي الأمن الوطني ورفع مستوى التغطية الأمنية وفعالية الجهاز.
كان للواء هامل دور أساسي في إستحداث جهاز الأفريبول (منظمة الشرطة الجنائية الإفريقية) والدعاية له في كافة المناسبات الدولية التي حضرها.
واجه هامل بكل ثبات وبمساندة من رئاسة الجمهورية انتفاضة الشرطة في خريف 2014 والتي نادى البعض خلالها برحيله وهو مالم يتم.
نال هامل العديد من التكريمات الدولية أهمها الجائزة الدولية لمكافحة الفساد الرياضي من قبل الاتحاد الدولي لمكافحة الفساد الرياضي، ووسام الاستحقاق الفضي لوزارة الداخلية الاسبانية، من طرف المدير العام للشرطة الإسبانية
انهيت مهامه من ترأس الأمن الوطني اليوم 27 جوان 2018، وخلفه مصطفى لهبيري المدير العام للحماية المدنية.

## تكوينه العلمي والعسكري
التكوين العلمي:
تحصل بعد دراسته الثانوية على شهادة البكالوريا ليلتحق بالتعليم العالي حيث نال:
- شهادة مهندس في الإعلام الآلي[7]
- ماجستير في الدراسات الاستراتيجية والعلاقات الدولية[8]

التكوين العسكري:
بداية مسيرته التكوينية العسكرية كانت مع مدرسة أشبال الثورة ثم إلتحق سنة 1979 بالمدرسة العسكرية العليا بشرشال حيث تخرج برتبة ملازم أول، إلتحق بعدها سنة 1981 بصفوف الأمن العسكري.
تلقى عبد الغني هامل تكويناً عسكراً بالخارج وذلك بالإتحاد السوفياتي، كما تلقّى تكوينا في دورة الأركان ودورة الحرب العليا بالأكاديمية العسكرية المصرية العليا بالقاهرة.

## سيرته المهنية
سمح له تكوينه العلمي والعسكري وشخصيته القيادية بشغل العشرات من الوظائف بعدة مناطق حيث:

### تدرجه في صفوف الدرك الوطني

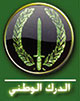
شعار الدرك الوطني

- بين سنة 1994 و 2004 قائداً للدرك الوطني بغرداية ثم قائدا للمركز الإقليمي الجهوي السادس للدرك الوطني بتامنراست.
- رئيس شعبة الأمن العام التابعة للدرك الوطني
- بين سنة 2004 و 2005 قائداً للمركز الإقليمي الجهوي الثاني للدرك الوطني بوهران
- تم تعيينه بالمديرية العامة للدرك الوطني مسؤول عن الشؤون الأمنية بالعاصمة.

### مناصب قيادية تقلدها
- بين سنة 2007 و 2008 قائداً لحرس الحدود (الدرك الوطني).
- بين سنة 2008 و 2010 قائد للحرس الجمهوري بمرسوم رئاسي من عبد العزيز بوتفليقة.
- في 2010 تم ترقيته إلى رتبة لواء.
- 7 جويلية 2010 مديرا عاما للأمن الوطني بتعيين من الرئيس عبد العزيز بوتفليقة وذلك بعد مقتل سلفه علي تونسي مع الاحتفاظ برتبته العسكرية لواء.

## على رأس الأمن الوطني

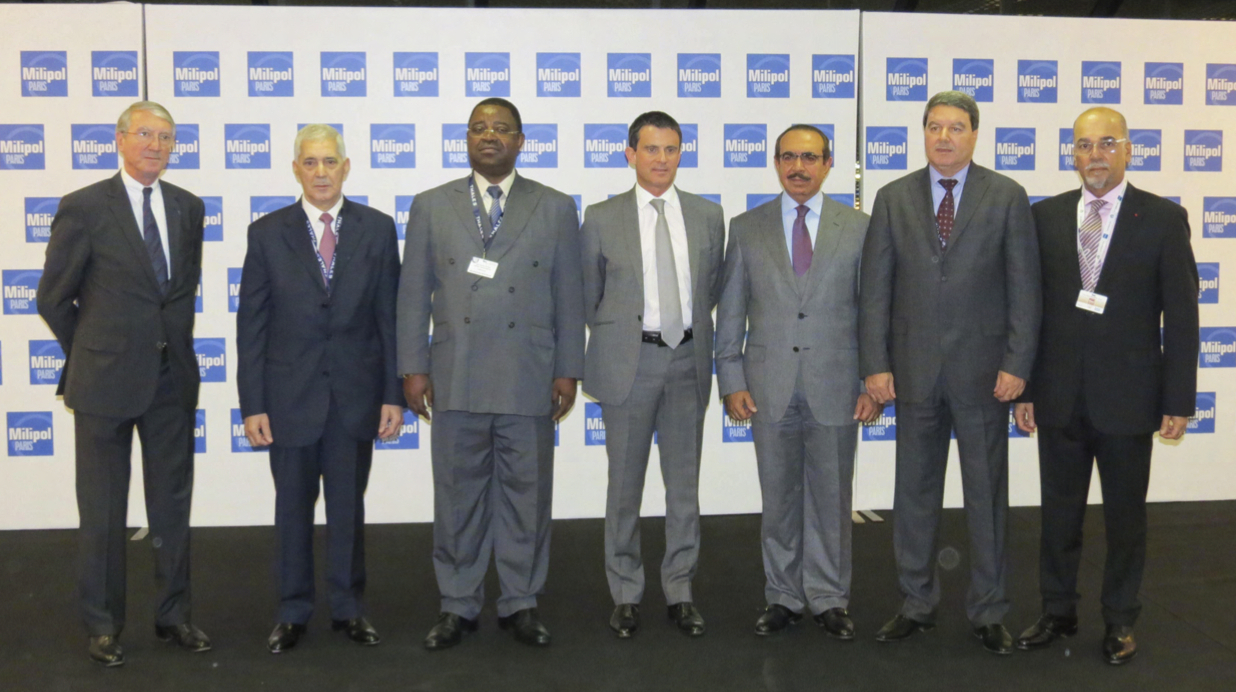
اللواء عبد الغاني هامل رفقة مانويل فالس وشخصيات أخرى على هامش معرض باريس الدولي للأمن «ميليبول»

تم تنصيب اللواء عبد الغني هامل مديراً عاماً للأمن الوطني خلال حفل أقيم في مدرسة الشرطة بشاتونوف والذي ترأسه وزير الداخلية والجماعات المحلية دحو ولد قابلية. وقد خلف في هذا المنصب سلفه علي تونسي الذي أورثه مؤسسة تعاني العديد من القلاقل نتيجة التوقيفات التي أقدم عليها في صفوف ضباط ومحافظي الشرطة والآثار العكسية التي نتجت عنها ومنها مقتله في 25 فبراير 2010 في مكتبه.
أراد هامل أن يجعل من الأمن الوطني مؤسسة ذات جدية لا هوادة فيها، لا تتسامح مع أي خطأ ولا نتحمل التجاوز، فأقدم على العديد من القرارات منها قرار إنهاء مهام مدير الإدارة العامة بالمديرية العامة وعرضه رفقة 12 إطاراً آخرين أمام العدالة في قضايا فساد، بعد تورطهم المزعوم في قضايا الفساد المتعلقة بملف تحديث جهاز الشرطة. وأراد من منتسبي الأمن الوطني أن يكونو على أعلى مستوى من المهارات المهنية وكذا احترام القانون.
عمل كذلك خلال سنة 2012 على تحسين الظروف الاجتماعية والصحية لمنتسبي الأمن الوطني وذوي الحقوق من خلال إبرام اتفاقيات طبية في مختلف التخصصات (الجراحة، طب الأسنان، الأشعة الطبية، النظارات الطبية، الحمامات المعدنية والتجهيزات الطبية) وفي مجال النقل مع المؤسسات العمومية والخواص (النقل البري، البحري والجوي وبالسكك الحديدية) وكذا اتفاقية مع الشركة الجزائرية للتأمينات خاصة بالسيارات والسكن واتفاقية مع الشركة الجزائرية للاتصالات (الهاتف الثابت، النقال والانترنت)، وقال اللواء عبد الغني هامل أنه مقابل هذه التحفيزات سيتم محاسبة رجال الشرطة عن العمل الميداني ومتابعة نشاطاتهم.
وقرر هامل في صيف 2016 تنازل الأمن الوطني عن استلام منحة تأمين وتسيير وتنظيم اللقاءات الرياضية للمباريات لصالح أعوان الملاعب وحدد تدخل قوات الشرطة فقط في حال الإخلال بالنظام العام والمساس بالممتلكات وذلك نظراً لما تكبدته الشرطة من خسائر مادية وبشرية لتأمين هذه المناسبات الرياضية.

### انتفاضة الشرطة
بعد أحداث الشغب التي شهدتها منطقة الجنوب خصوصاً مدينة غرداية ومدينة تقرت بولاية ورقلة، إنطلقت انتفاضة للشرطة بغرداية ثم بالعديد من الولايات حتى وصل صداها للعاصمة حيث اعتصم المتضاهرون أمام مقر الحكومة ثم بعد ذلك أمام مقر رئاسة الجمهورية رافعين 19 مطلباً منها رفع الرواتب وحق الاستفادة من السكن الاجتماعي ورددوا شعارات أخطرها «لن نعود إلى العمل حتى يرحل هامل»، وصرحت المديرية العامة للأمن الوطني أن هذا المطلب لم يكن للمتظاهرين عموماً بل يخص مجموعة لا تتعدى عشرة أشخاص من بينهم وأن شعار «هامل إرحل» لا يعني أفراد الأمن الوطني، حيث أفضت التحقيقات التي أمرت بها رئاسة الجمهورية إلى تورط ضباط سامين وراء الاحتجاجات منهم مدير أمن العاصمة ومفتش شرطة بالمديرية العامة، استجابت الحكومة لمطالب الشرطيين جميعها باستثناء إقالة اللواء عبد الغني هامل الذي رفضته بقوة.

### الأفريبول
كان للواء عبد الغني هامل دور كبير في بلورة فكرة الأفريبول (منظمة الشرطة الجنائية الإفريقية) والتي بدأت في الواقع خلال المؤتمر الإقليمي الأفريقي 22 للإنتربول والذي تم في الفترة من 10 إلى 12 سبتمبر 2013 بوهران والتي شهدت حضور بالإجماع لقادة الشرطة الأفارقة الواحد وأربعون.
بدعوة من الجزائر في شخص اللواء هامل عقد المؤتمر الأفريقي للمدراء والمفتشين العامين للشرطة حول الأفريبول يومي 10 و 11 فيفري 2014، وقد تمت ترجمة التطلعات المشروعة لمدراء الشرطة إلى واقع من خلال الاعتماد بالإجماع لإعلان الجزائر.
بمناسبة القمة 23 للاتحاد الأفريقي التي عقدت في مالابو في غينيا الاستوائية في الفترة من 20 إلى 27 جوان 2014 تم اعتماد ورقة الجزائر المتعلقة بالأفريبول من قبل قادة ورئساء الحكومات الأفارقة.
وقد طالب اللواء هامل من الأمين العام للأمم المتحدة بان كي مون خلال قمة رؤساء الشرطة بنيويورك إدراج أفريبول والتي يوجد مقرها بالجزائر العاصمة ضمن مخططاته وأعماله المستقبلية في إطار التعاون الدولي.

### الانضباط
بادر في عهدته إلى تعزيز روح الانضباط في جهاز الشرطة واحترام تطبيق قوانين الإجراءات المدنية والجزائية بخصوص الحبس المؤقت بمراكز ومحافظات الشرطة.

## إشاعات وإساءات في حقه
إنتشرت شائعات في خريف 2013 مفادها أن اللواء عبد الغني هامل هو مرشح النظام لرئاسيات 17 أفريل 2014 وذلك أثناء فترة التردد التي شهدها ترشح الرئيس عبد العزيز بوتفليقة وهذا ما يبرز وزن هذا اللواء داخل دواليب النظام، وفي نفس الفترة من السنة الموالية ظهرت شائعات أخرى تقول بتقلده لوزارة الداخلية والجماعات المحلية.
قام مغني الراي الشاب فيصل بإصدار أغنية أساء فيها لجهاز الشرطة ومديره العام اللواء عبد الغني هامل في شخصه، وبعد شكوى تقدمت بها المديرية ضده ألقي عليه القبض وحكم عليه بالسجن غير النافذ، وغرامة قدرها 100 الف دينار (1000 أورو)، وقد اعتبرت بعض الأطراف الصحفية العملية تضييقاً على الحريات.
وأصدر قاضي محكمة سيدي محمد يوم 4 جويلية 2019 أمرا بالقبض عليه بتهم تتعلق بإستغلال المنصب للحصول على أموال وعقارات بطرق غير شرعية له ولأفراد عائلته وأُحيل في نفس الليلة إلى السجن المؤقت بالحراش بقصد التحقيق معه.

## تكريمه
وطنياً:
- رسالة استحقاق وكأس كبرى من جمعية راديوز.[31]

دولياً:
- الجائزة الدولية لمكافحة الفساد الرياضي من قبل الاتحاد الدولي لمكافحة الفساد الرياضي.[5]
- وسام الاستحقاق الفضي لوزارة الداخلية الاسبانية، من طرف المدير العام للشرطة الإسبانية[6]

إنهاء مهامه

## سجنه
في 1 أبريل 2019، حكم على عبد الغني هامل بـ15 سنة سجنًا نافذًا بتهمة الثراء غير المشروع وتبييض الأموال واستغلال النفوذ.